# Шаани белый
Шаани белый — столовый сорт винограда.

## География
Относится к эколого-географической группе восточных сортов винограда. Родиной для данного сорта считают Азербайджан. Данный сорт выращивают в основном в Закавказье. Большие посадки на Апшеронском полуострове.

## Основные характеристики
Сила роста лозы высокая. Лист средний или крупный, пятилопастный. Цветок функционально женский. Гроздь средняя-крупная. Ягоды средней величины, округлые, зеленовато-желтые. Урожайность этого сорта винограда сильно зависит от условий, но, как правило, не высока. Относится к сортам раннего периода созревания. В южных районах виноградарства он созревает в начале сентября, но в более северных районах сорт становится поздним. Не устойчив к грибковым болезням. Сорт требовательный к теплу и малозимостойкий. Сорт засухоустойчив.

## Синонимы
Аг-Шаани, Казбинка.

## Применение
Сорт предназначен для еды, исключительно столовый сорт.